# قاعة المدينة القديمة (دورتموند)
قاعة المدينة القديمة (بالألمانية: Altes Stadthaus) في مدينة دورتموند بولاية شمال الراين-وستفاليا الألمانية، يرجع تاريخ بناءها إلى عام 1899، وتم تصميمه من قبل بنّاء محترف 
فريدريش (المهندس المعماري الألماني والمخطط العمراني من برلين). 
تم بناؤه على نمط عصر النهضة الجديدة.
تضرر المبنى بشدة في الحرب العالمية الثانية، وأعيد بناؤه بشكل مبسط.